# 明喬河

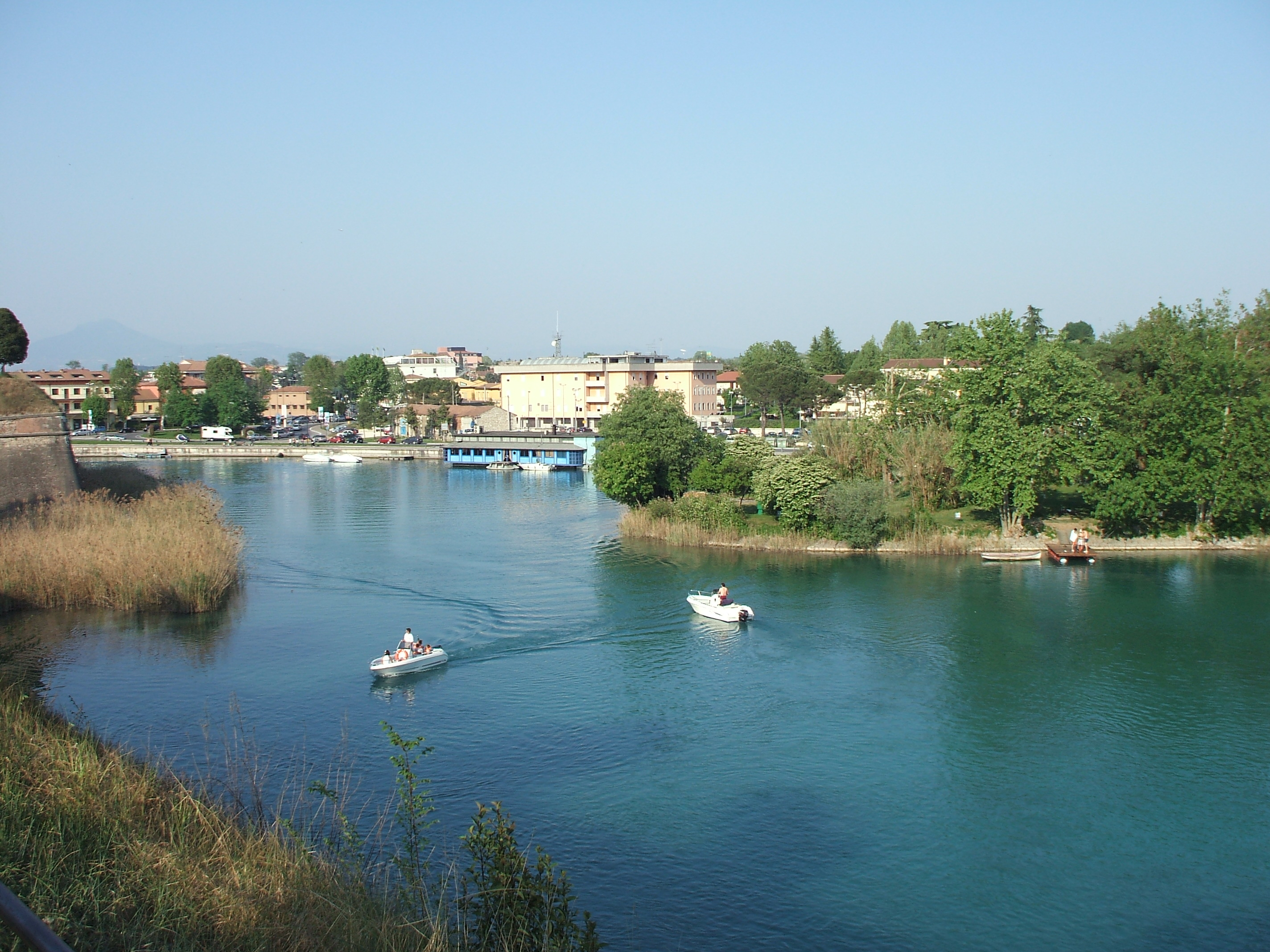

明喬河（義大利語：Mincio）是意大利的河流，屬於波河的支流，河道全長194公里，流域面積2,859平方公里，平均流量每秒60立方米，發源自平佐洛，河畔城鎮有曼圖亞和明喬河畔瓦萊焦。
45°04′N 10°59′E / 45.067°N 10.983°E